# 尼伊圣乔治
尼伊圣乔治（法語：Nuits-Saint-Georges，法語發音：[nɥi sɛ̃ ʒɔʁʒ]），法国东部城市，勃艮第-弗朗什-孔泰大区科多尔省的一个市镇，隶属于博讷区，其市镇面积为20.5平方公里，2022年1月1日时人口数量为5,263人，在法国城市中排名第2,073位。
尼伊圣乔治位于科多尔省东南部，第戎和博讷之间，科多尔高原的东侧山前冲积平原地带，是一个区域性的中心城市，多条公路在此交汇。尼伊圣乔治因同名葡萄酒而闻名，其所在的尼伊丘产区是勃艮第葡萄酒产区的重要组成部分。

## 地名来源
根据当地官方网站的论述，尼伊圣乔治最初于1060年以“Nui”的形式被记载，该名称可能与“noyer”有关，其具体来源及含义均尚有待考证；“Saint-Georges”自1892年起成为当地官方名称的一部分，这一后缀则出自基督教圣人圣乔治。
因翻译标准不同，“Nuits-Saint-Georges”在部分汉语文献中又被译为夜圣乔治。

## 历史

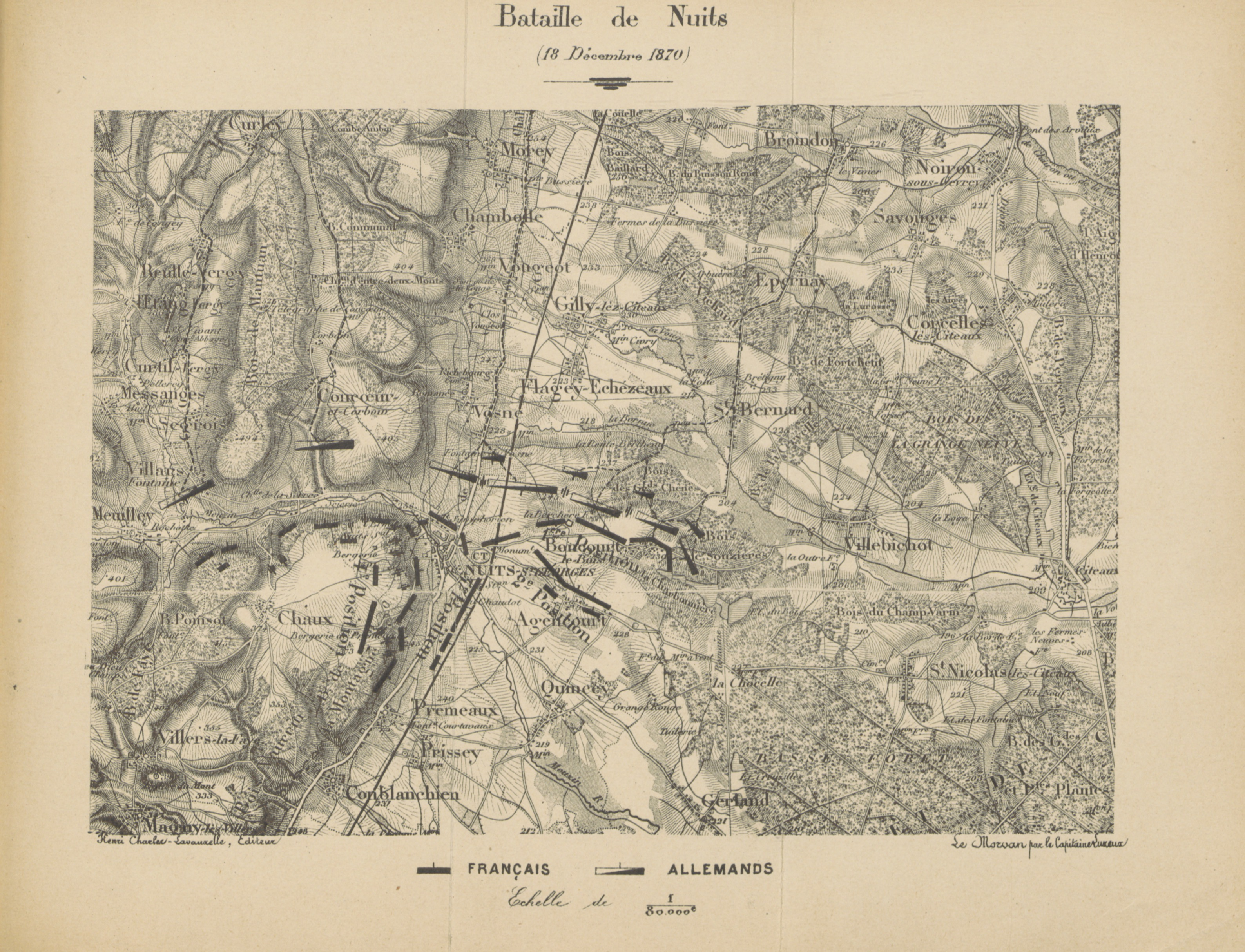
1870年尼伊圣乔治战役作战地图

尼伊圣乔治境内的一些洞穴曾发现史前人类活动的遗迹。古典时期，尼伊圣乔治市区南部的Les Bolards形成了这一区域的首个城池，当地出现了一座纪念密特拉的神庙。中世纪时，尼伊长期为熙笃修道院的一处领地，其附近的多处山丘被开辟为葡萄酒种植园。13世纪时，尼伊圣桑福里安教堂建成。1448年，尼伊获得商业贸易宪章。宗教战争期间，尼伊城墙及多处建筑被烧毁。1684年，尼伊神学院建成。法国大革命后，尼伊成为科多尔省的一个市镇，并曾一度更名为“Nuits-sous-Beaune”。工业革命期间，途径尼伊的巴黎—马赛铁路建成通车。普法战争期间，普鲁士军队曾在尼伊与法国将军亨利·克雷梅尔带领的步兵发生激烈的战斗，最终造成双方超过1,200人身亡。法国文学家儒勒·凡尔纳曾在其作品《从地球到月球》中描写到“为星际宇航员开瓶尼伊圣乔治”。1906年，尼伊圣乔治集市大堂建成。二战期间，集市大堂曾被纳粹德军作为弹药库，后于1943年被当地的抵抗运动成员秘密烧毁。1969年5月30日，为致敬儒勒·凡尔纳，美国宇航员一行四人曾到访尼伊圣乔治并将一瓶葡萄酒带入土星5号运载火箭参与阿波罗15号载人登月航天任务，任务完成后于1971年7月26日重返尼伊圣乔治与当地市长共同庆祝，而月球上的一座环形山亦被命名为“Nuits-Saint-Georges”。
在行政区划方面，1970年，孔科尔和科尔布安整体并入尼伊圣乔治；2004至2016年间，尼伊圣乔治为尼伊圣乔治地区市镇公共社区的办公驻地。

## 地理

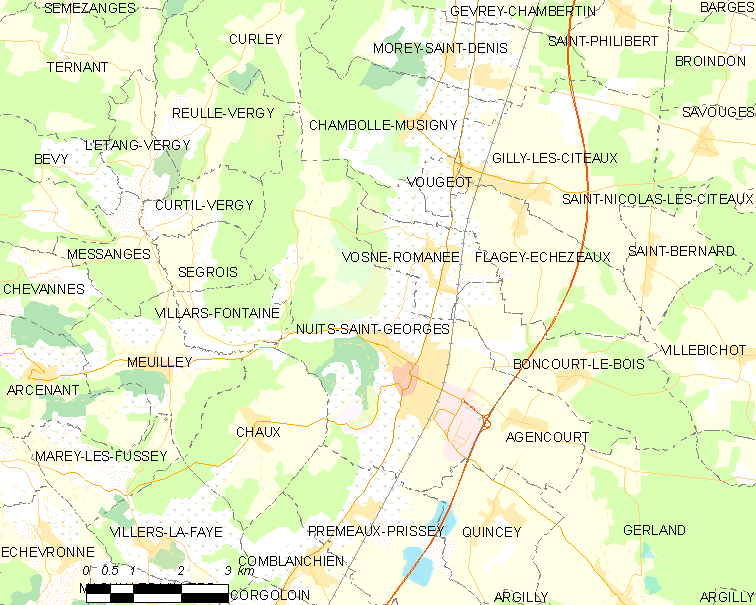
尼伊圣乔治市镇范围地图

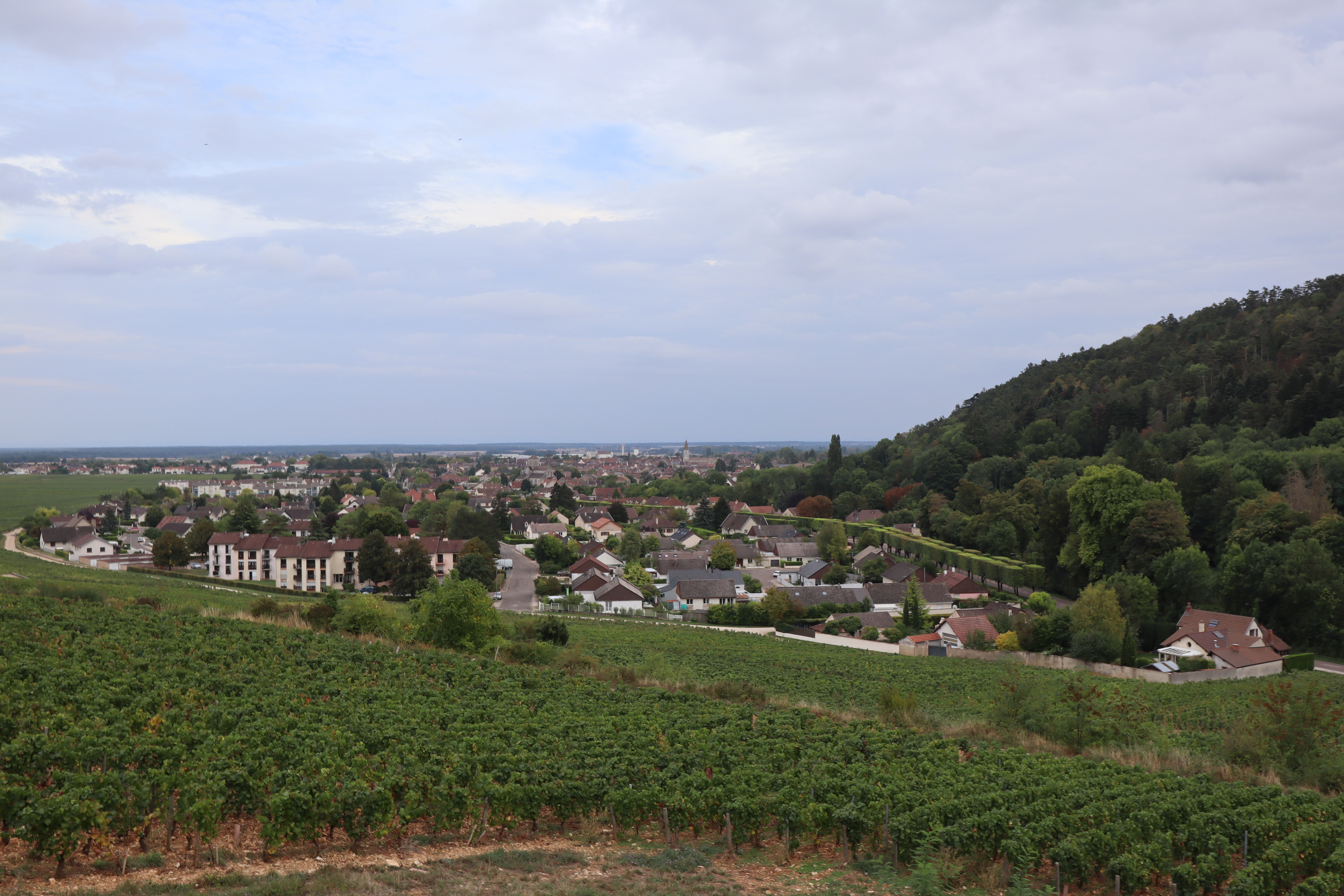
从一处葡萄酒种植园远眺尼伊圣乔治

尼伊圣乔治位于法国东部，勃艮第-弗朗什-孔泰大区中部和科多尔省东部偏南，距离省会第戎大约24公里。与尼伊圣乔治接壤的市镇包括：阿让库尔、邦库尔勒布瓦、绍、屈尔蒂勒韦尔日、勒勒韦尔日、尚博勒米西尼、弗拉热-埃谢佐、维拉尔枫丹、瑟格鲁瓦、沃讷-罗马内、普雷莫-普里塞和坎塞。

### 地形
尼伊圣乔治位于科多尔东部，境内以平原和浅丘为主，市镇中心地势较为平坦，市区西侧部分区域为丘陵，全境海拔在224到516米之间。

### 水文
尼伊圣乔治位于罗讷河流域范围内，默赞河至西北向东南流经镇中心，该河部分河道人工改造痕迹明显，一些地方的河床被用石板加固。

### 植被
尼伊圣乔治属于温带阔叶混交林区，镇中心的钩铳花园（Jardin de l'Arquebuse）是当地主要的城市绿地，林地少量分布于河流附近。
在鲜花城市的评比中，尼伊圣乔治被评为3星级鲜花城市。

### 气候
尼伊圣乔治在柯本气候分类法中属于带有大陆性特征的温带海洋性气候（Cfb）。
距离尼伊圣乔治最近的常年气象站位于圣尼古拉莱西托境内，以下为该气象站的数据（其中日照数据取自第戎）：
| 圣尼古拉莱西托 1981年－2019年 | 圣尼古拉莱西托 1981年－2019年 | 圣尼古拉莱西托 1981年－2019年 | 圣尼古拉莱西托 1981年－2019年 | 圣尼古拉莱西托 1981年－2019年 | 圣尼古拉莱西托 1981年－2019年 | 圣尼古拉莱西托 1981年－2019年 | 圣尼古拉莱西托 1981年－2019年 | 圣尼古拉莱西托 1981年－2019年 | 圣尼古拉莱西托 1981年－2019年 | 圣尼古拉莱西托 1981年－2019年 | 圣尼古拉莱西托 1981年－2019年 | 圣尼古拉莱西托 1981年－2019年 | 圣尼古拉莱西托 1981年－2019年 |
| 月份                          | 1月                           | 2月                           | 3月                           | 4月                           | 5月                           | 6月                           | 7月                           | 8月                           | 9月                           | 10月                          | 11月                          | 12月                          | 全年                          |
| ----------------------------- | ----------------------------- | ----------------------------- | ----------------------------- | ----------------------------- | ----------------------------- | ----------------------------- | ----------------------------- | ----------------------------- | ----------------------------- | ----------------------------- | ----------------------------- | ----------------------------- | ----------------------------- |
| 历史最高温 °C（°F）           | 15.7 (60.3)                   | 20.1 (68.2)                   | 24 (75)                       | 29.4 (84.9)                   | 31.2 (88.2)                   | 35.5 (95.9)                   | 38.6 (101.5)                  | 40 (104)                      | 33 (91)                       | 28 (82)                       | 21 (70)                       | 17 (63)                       | 40 (104)                      |
| 平均高温 °C（°F）             | 5.4 (41.7)                    | 7.4 (45.3)                    | 12.4 (54.3)                   | 15.8 (60.4)                   | 20.1 (68.2)                   | 23.9 (75.0)                   | 26.7 (80.1)                   | 26.2 (79.2)                   | 21.8 (71.2)                   | 16.3 (61.3)                   | 9.6 (49.3)                    | 6.2 (43.2)                    | 16 (61)                       |
| 日均气温 °C（°F）             | 2.3 (36.1)                    | 3.4 (38.1)                    | 7.1 (44.8)                    | 9.8 (49.6)                    | 14.1 (57.4)                   | 17.5 (63.5)                   | 19.8 (67.6)                   | 19.4 (66.9)                   | 15.8 (60.4)                   | 11.6 (52.9)                   | 6 (43)                        | 3.2 (37.8)                    | 10.8 (51.4)                   |
| 平均低温 °C（°F）             | −0.8 (30.6)                   | −0.7 (30.7)                   | 1.8 (35.2)                    | 3.8 (38.8)                    | 8.1 (46.6)                    | 11 (52)                       | 13 (55)                       | 12.6 (54.7)                   | 9.8 (49.6)                    | 6.8 (44.2)                    | 2.3 (36.1)                    | 0.3 (32.5)                    | 5.7 (42.3)                    |
| 历史最低温 °C（°F）           | −23 (−9)                      | −19 (−2)                      | −12 (10)                      | −6 (21)                       | −3 (27)                       | 0.8 (33.4)                    | 3.7 (38.7)                    | 2.5 (36.5)                    | −2 (28)                       | −6 (21)                       | −10.1 (13.8)                  | −15 (5)                       | −23 (−9)                      |
| 平均降水量 mm（）             | 55.1 (2.17)                   | 46.8 (1.84)                   | 52.8 (2.08)                   | 65.7 (2.59)                   | 88.1 (3.47)                   | 68.3 (2.69)                   | 68.7 (2.70)                   | 67.9 (2.67)                   | 70.6 (2.78)                   | 80.8 (3.18)                   | 78.1 (3.07)                   | 64.9 (2.56)                   | 807.8 (31.80)                 |
| 月均日照時數                  | 63.9                          | 94.4                          | 151.3                         | 185.4                         | 212.3                         | 239.1                         | 248.3                         | 233.6                         | 181.3                         | 117.2                         | 67.8                          | 54.2                          | 1,848.8                       |
| 来源：infoclimat.fr           |                               |                               |                               |                               |                               |                               |                               |                               |                               |                               |                               |                               |                               |

## 行政区划
尼伊圣乔治的市镇编号为21464，邮政编号为21700。
在行政管理方面，尼伊圣乔治隶属于法国勃艮第-弗朗什-孔泰大区科多尔省博讷区；在地方选举方面，尼伊圣乔治是尼伊圣乔治县的中央投票站所在地，其市镇范围全境被划入科多尔省第五选区；在社会管理方面，尼伊圣乔治是热夫雷尚贝坦和尼伊圣乔治市镇公共社区的办公驻地。
截至2023年10月，尼伊圣乔治市镇范围内暂无任何城市敏感街区及城市政策优先街区。
法国国家统计与经济研究所（简称）在进行数据统计时，将尼伊圣乔治及相邻的阿让库尔设为尼伊圣乔治城市核心区，未将尼伊圣乔治划入任何城市区（Aire urbaine）内。自2020年起，尼伊圣乔治被划入包含333个市镇的第戎城市辐射区。此外，还将尼伊圣乔治市镇分为了两个“块区”（IRIS），以便于统计人口分布情况。

## 交通

### 公路
A31高速公路经过尼伊圣乔治市区东部，并通过1号出入口连接市区；科多尔省省道D8线、D25线、D35线、D116线和D974线在尼伊圣乔治境内交汇。勃艮第-弗朗什-孔泰大区下属的科多尔省城际客运113线经停尼伊圣乔治，可通往第戎和博讷及沿途所有市镇等地。
| 1 | 1.6 |

| 第戎 | 23 |

| 博讷 | 16 |

| 布拉泽昂普莱讷 | 25 |

2020年，74.1%的尼伊圣乔治家庭拥有至少一辆私人汽车。2021年，尼伊圣乔治境内共发生各类交通事故1起，造成1人重伤。

### 铁路

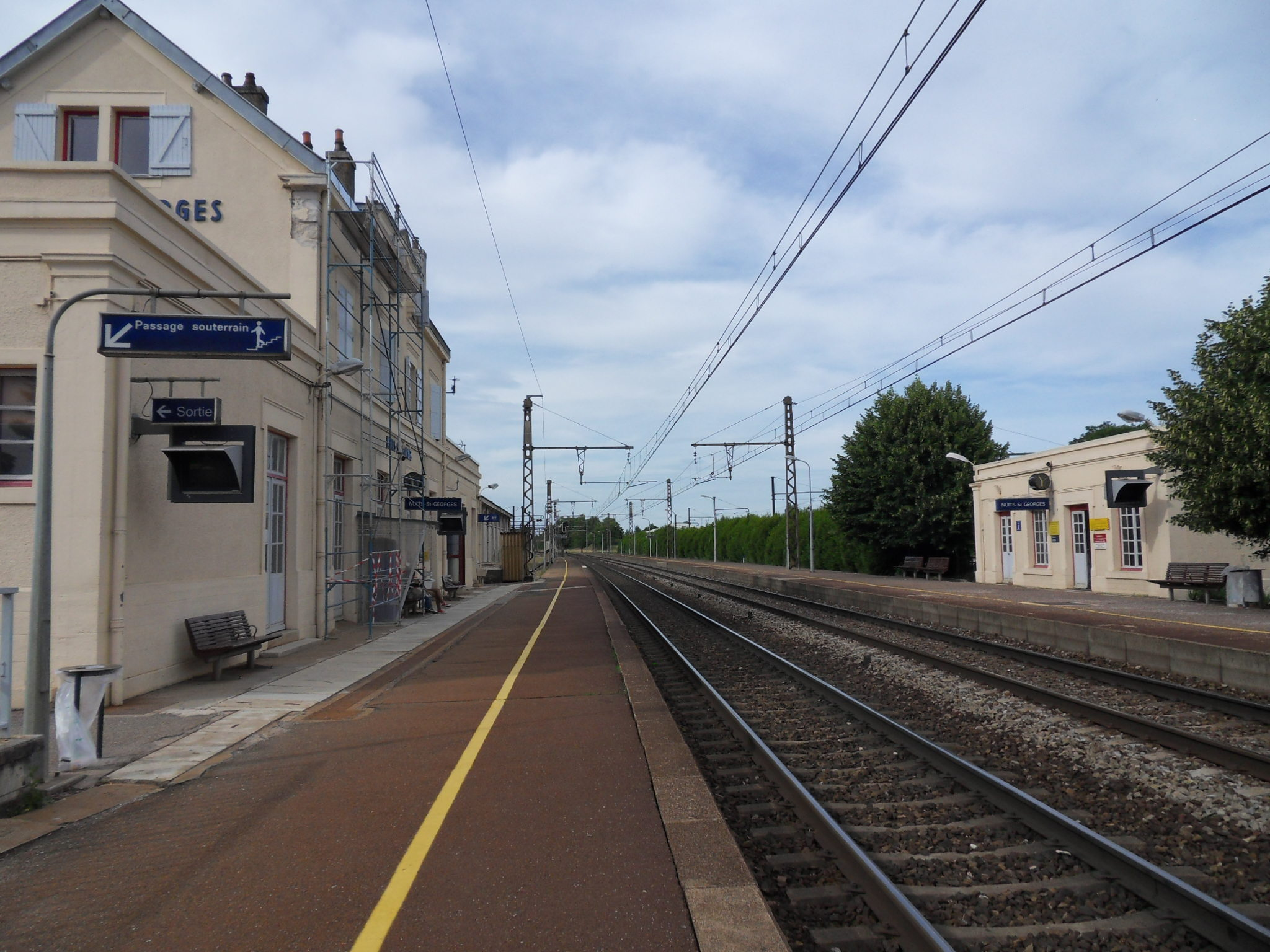
尼伊圣乔治火车站的股道

尼伊圣乔治位于巴黎—马赛铁路上。尼伊圣乔治站位于市区东部，停靠往返于第戎和索恩河畔沙隆一线的区域列车，部分班次可直通马孔。

### 航空
距离尼伊圣乔治最近的民用航空站为49公里外的多勒机场。

### 城市公共交通
截止2023年11月，尼伊圣乔治暂无城市公共交通系统。

## 政治

### 市政内阁

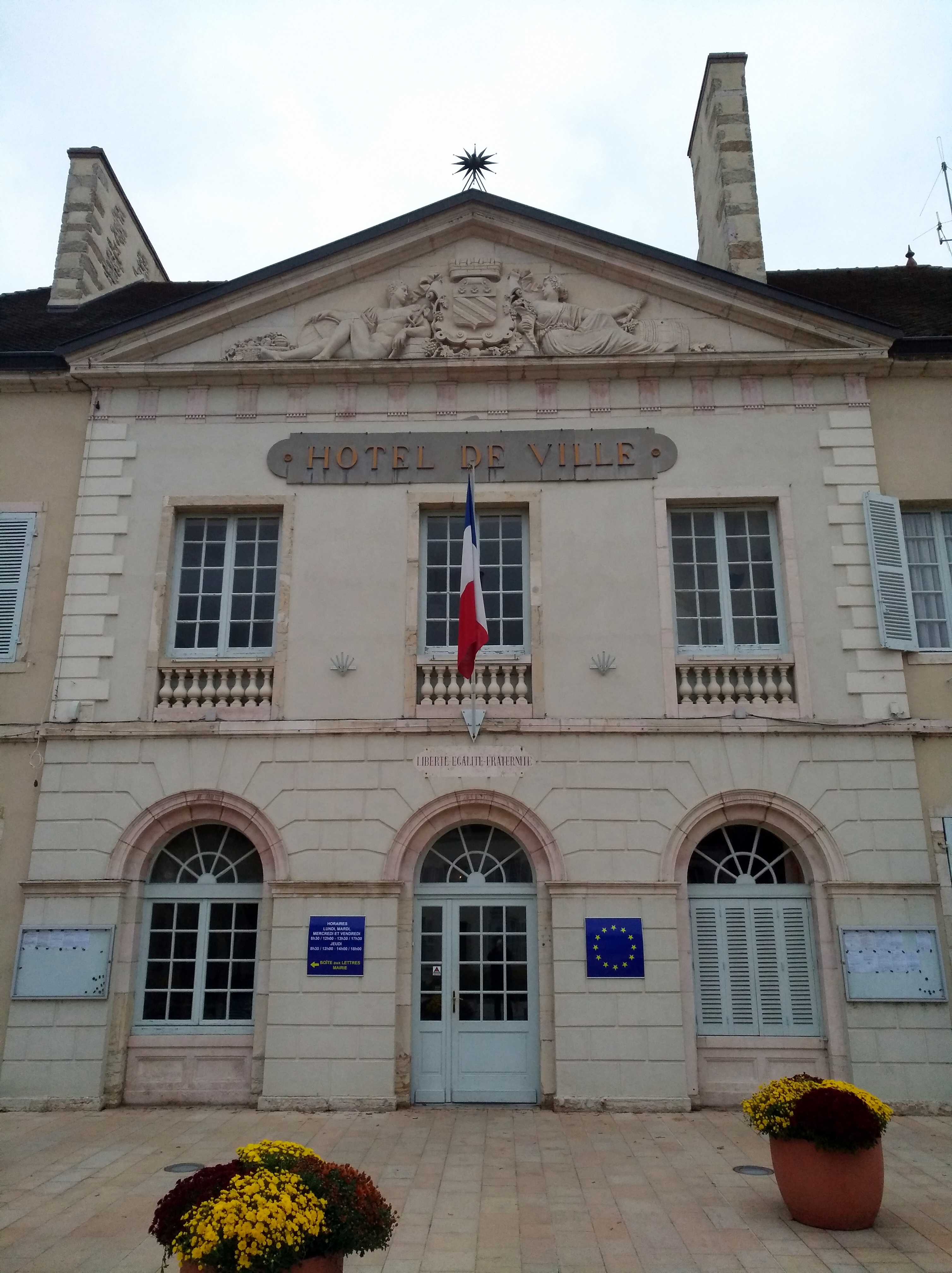
尼伊圣乔治市政厅

尼伊圣乔治的现任市长为阿兰·卡特龙先生（Alain CARTRON），他是一名右翼无党派人士，在2020年的市政选举中获得了66.30%的支持率。
| 尼伊圣乔治历届市长     | 尼伊圣乔治历届市长                 | 尼伊圣乔治历届市长                            |
| 任期                   | 市长                               | 党派                                          |
| ---------------------- | ---------------------------------- | --------------------------------------------- |
| （1969年以前资料暂缺） |                                    |                                               |
| 1969年－1995年         | Bernard BARBIER 贝尔纳·巴尔比耶    | RI独立激进党 →UDF法国民主联盟 →PR法国共和人党 |
| 1995年－2008年         | Xavier DUFOULEUR 格扎维埃·迪富勒尔 | DVD右翼无党派人士                             |
| 2008年－               | Alain CARTRON 阿兰·卡特龙          | DVD右翼无党派人士                             |

### 各级选举
| 尼伊圣乔治历届投票选举结果 | 尼伊圣乔治历届投票选举结果 | 尼伊圣乔治历届投票选举结果 | 尼伊圣乔治历届投票选举结果 | 尼伊圣乔治历届投票选举结果 | 尼伊圣乔治历届投票选举结果 | 尼伊圣乔治历届投票选举结果 | 尼伊圣乔治历届投票选举结果 | 尼伊圣乔治历届投票选举结果 | 尼伊圣乔治历届投票选举结果 |
| 选举项目                   | 选举范围                   | 选区单位                   | 选区单位内的选举结果       | 选区单位内的选举结果       | 选区单位内的选举结果       | 选区单位内的选举结果       | 选区单位内的选举结果       | 选区单位内的选举结果       | 参考资料                   |
| 选举项目                   | 选举范围                   | 选区单位                   | 第一轮胜出者               | 第一轮胜出者               | 支持率                     | 第二轮胜出者               | 第二轮胜出者               | 支持率                     | 参考资料                   |
| -------------------------- | -------------------------- | -------------------------- | -------------------------- | -------------------------- | -------------------------- | -------------------------- | -------------------------- | -------------------------- | -------------------------- |
| 2017年法國總統選舉         | 法國                       | 市镇                       |                            | 弗朗索瓦·菲永              | 23.68%                     |                            | 埃马纽埃尔·马克龙          | 63.33%                     | [ 26 ]                     |
| 2017年法国立法选举         | 科多尔省第五选区           | 市镇                       |                            | 迪迪埃·帕里                | 38.24%                     |                            | 迪迪埃·帕里                | 53.09%                     | [ 26 ]                     |
| 2019年欧洲议会选举         | 法國                       | 市镇                       |                            | 若尔丹·巴尔代拉            | 24.32%                     | （不适用）                 | （不适用）                 | （不适用）                 | [ 28 ]                     |
| 2021年法国省级选举         | 科多尔省                   | 县                         |                            | 瓦莱丽·迪勒伊 于贝尔·普洛  | 48.41%                     |                            | 瓦莱丽·迪勒伊 于贝尔·普洛  | 61.47%                     | [ 29 ]                     |
| 2021年法国省级选举         | 科多尔省                   | 市镇                       |                            | 瓦莱丽·迪勒伊 于贝尔·普洛  | 47.51%                     |                            | 瓦莱丽·迪勒伊 于贝尔·普洛  | 59.74%                     | [ 29 ]                     |
| 2021年法国大区选举         |                            | 市镇                       |                            | 吉勒·普拉特雷              | 24%                        |                            | 玛丽-吉特·迪费             | 37.96%                     | [ 30 ]                     |
| 2022年法国总统选举         | 法國                       | 市镇                       |                            | 埃马纽埃尔·马克龙          | 30.52%                     |                            | 埃马纽埃尔·马克龙          | 58.69%                     | [ 26 ]                     |
| 2022年法国立法选举         | 科多尔省第五选区           | 市镇                       |                            | 迪迪埃·帕里                | 28.37%                     |                            | 迪迪埃·帕里                | 59.61%                     | [ 26 ]                     |

## 人口
2020年，尼伊圣乔治市镇人口数量为5,332，在法国排名第2,073位。其中男性2,480人，女性2,852人，75岁及以上人口占11.3%，外籍人口数量为155人，人口密度为260人/平方公里，当地居民被称为（男性）或（女性）。2021年，尼伊圣乔治境内出生37人，死亡人口81人。
| 尼伊圣乔治1901年－2020年人口变化情况 |
|                                      |
| 数据来源：Cassini、INSEE             |

## 经济
尼伊圣乔治是一个区域性的中心城市。截至2023年11月，尼伊圣乔治市镇范围内共有各类用人单位（包含自雇）1,214家，平均历史为19年，其中89.97%为中小型企业（PME），2023年9月至11月间，当地的经济活力指数为0.16%。（酿酒）、（制铝）及（酿酒）是当地2021年营业额最高的三个企业，分别为160,689,228欧元、91,046,502欧元和41,223,733欧元。

## 财政与居民收入
2021年，尼伊圣乔治的财政收入总额为5,614,380欧元，财政支出总额为5,311,980欧元，当年的债务总额为4,202,010欧元。2021年，尼伊圣乔治市镇通过增值税获得136,230欧元的收入，此外当地还共获得了65,190欧元的国家直接财政补助。
2019年，尼伊圣乔治的人均月收入总额为2,125欧元，其中高级职员为3,917欧元，低于法国平均水平（4,230欧元）；中级职员为2,325欧元，低于法国平均水平（2,411欧元）；普通职员为1,691欧元，亦低于法国平均水平（1,740欧元）。
2020年，尼伊圣乔治境内的贫困率为11%，青壮年（15至64岁）失业率为9.7%；2022年，当地46.4%的家庭拥有纳税资格，平均纳税4,216欧元，低于法国平均水平（4,393欧元）。

## 社会事务

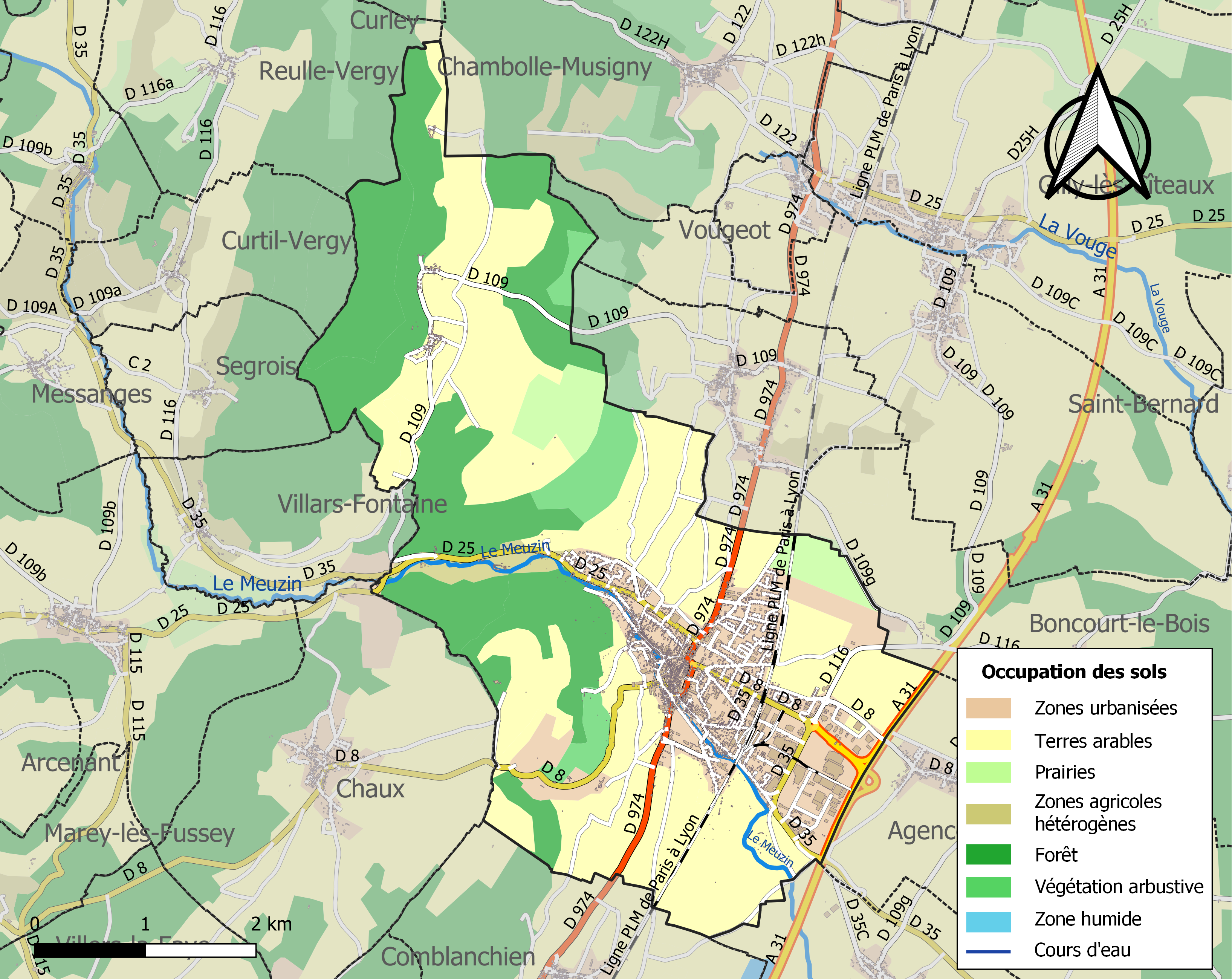
尼伊圣乔治土地利用情况地图

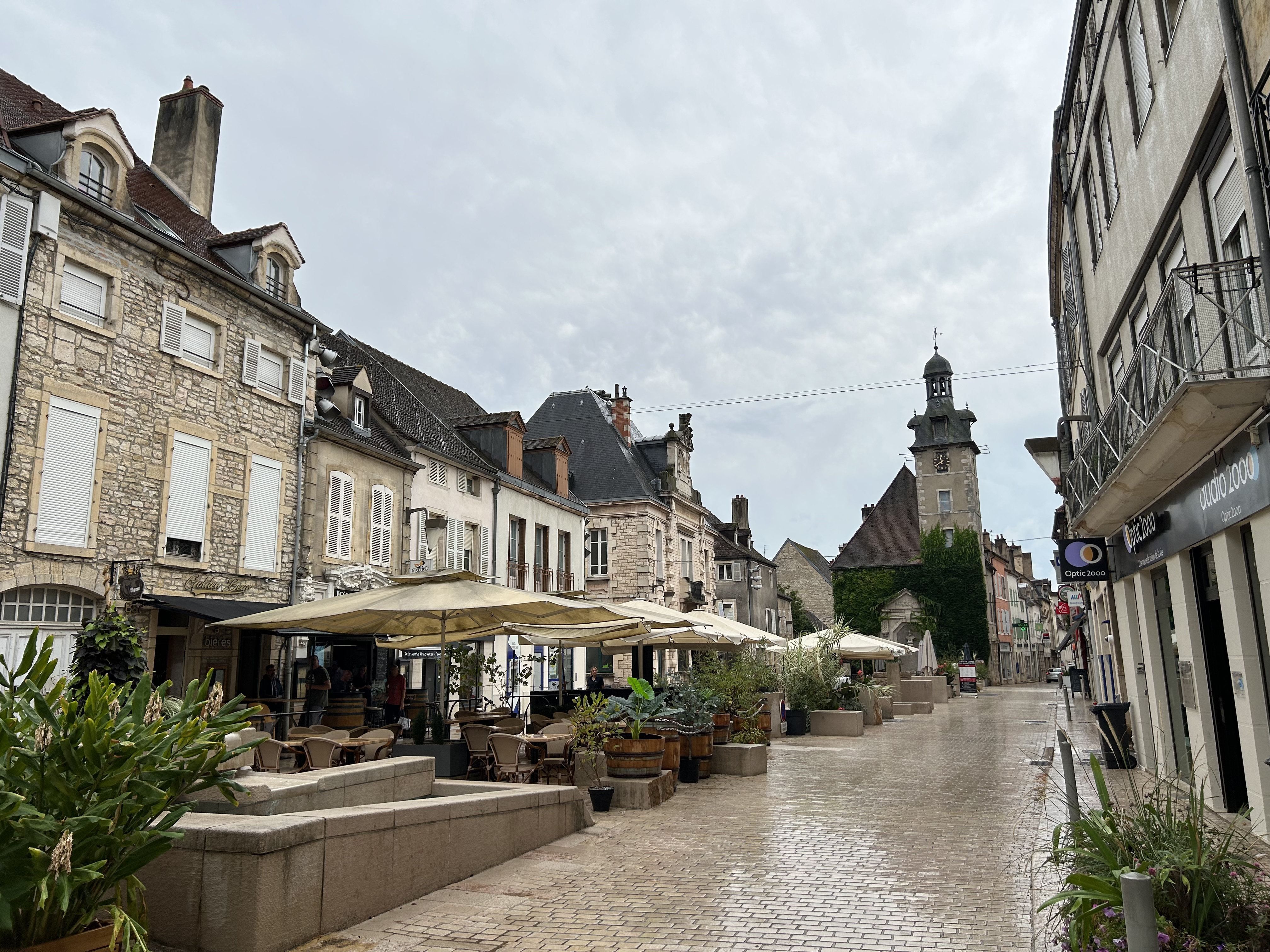
共和国广场

### 教育
尼伊圣乔治属于第戎学区。截至2021年1月1日，尼伊圣乔治境内共有2所幼儿园、3所小学和1所初级中学。2021至2022学年度，尼伊圣乔治境内共有在校中等教育阶段学生661名。

### 医疗
截至2021年1月1日，尼伊圣乔治境内共有全科医生9名、保健师13名、牙医6名、护士17名、眼科医生1名、助产士2名和妇科医生0名。境内共有药房4家、养老院2家、残疾人帮扶中心2家。
距离尼伊圣乔治最近的区域性医疗机构为博讷中心医院（Centre Hospitalier de Beaune），其主病区菲利普三世医院（Hôpital de Philippe le Bon）位于博讷市区，距离尼伊圣乔治市区的正常车程大约20分钟；此外该院还在尼伊圣乔治设有一个含174个床位的病区。

### 住房
2020年，尼伊圣乔治境内共有各类住房2,908套，其中54.7%为独立式居民区，45.0%为集中式居民区。常住房屋占尼伊圣乔治市镇范围内居民建筑总量的88.6%。
在住房保障政策方面，2022年，尼伊圣乔治境内共有426户家庭获得了住房经济补助，受益人数占总人口数量的9.1%，其中415份为房租补助。

### 商业
2021年，尼伊圣乔治境内共有各类实体商铺136家，其中餐厅17家、大型超市4家、杂货店4家、面包房6家、书店3家、装饰品店2家、银行门店8家、美容美发店12家、汽车维修店7家。尼伊圣乔治市区建有一家Intermarché购物超市，市区东部则建有开放式商业街区，有Aldi、Gamm Vert、Bricomarché等商场。

### 体育
2021年，尼伊圣乔治境内共有1家游泳池、1间体育馆、1座综合体育场、5处网球场、1处足球或橄榄球场以及3处篮球或排球场。
截至2023年11月，尼伊圣乔治境内暂无任何注册足球俱乐部。

### 环境
尼伊圣乔治的环境事务由其所属的热夫雷尚贝坦和尼伊圣乔治市镇公共社区联合各级政府协调负责。2021年，尼伊圣乔治境内暂无污染企业。

### 治安
2021年，尼伊圣乔治市镇范围内有1处宪兵队。
尼伊圣乔治及其附近的共185个市镇是博讷国家宪兵队（zone gendarmerie de Beaune）的管辖范围。2020年，该宪兵队累计记录各类案件1,897起，其中盗窃类案件937起，经济类案件283起，毒品交易类案件113起。

## 文化
2021年，尼伊圣乔治境内共有1家电影院和1家博物馆。尼伊圣乔治境内建有市际多媒体中心（Médiathèque Intercommunale de Nuits-Saint-Georges），每周二至六向公众开放。

### 建筑
尼伊圣乔治境内有多处历史建筑，其中圣桑福里安教堂、昂特尔德蒙城堡、尼伊圣乔治神学院等为法国国家文物保护单位。

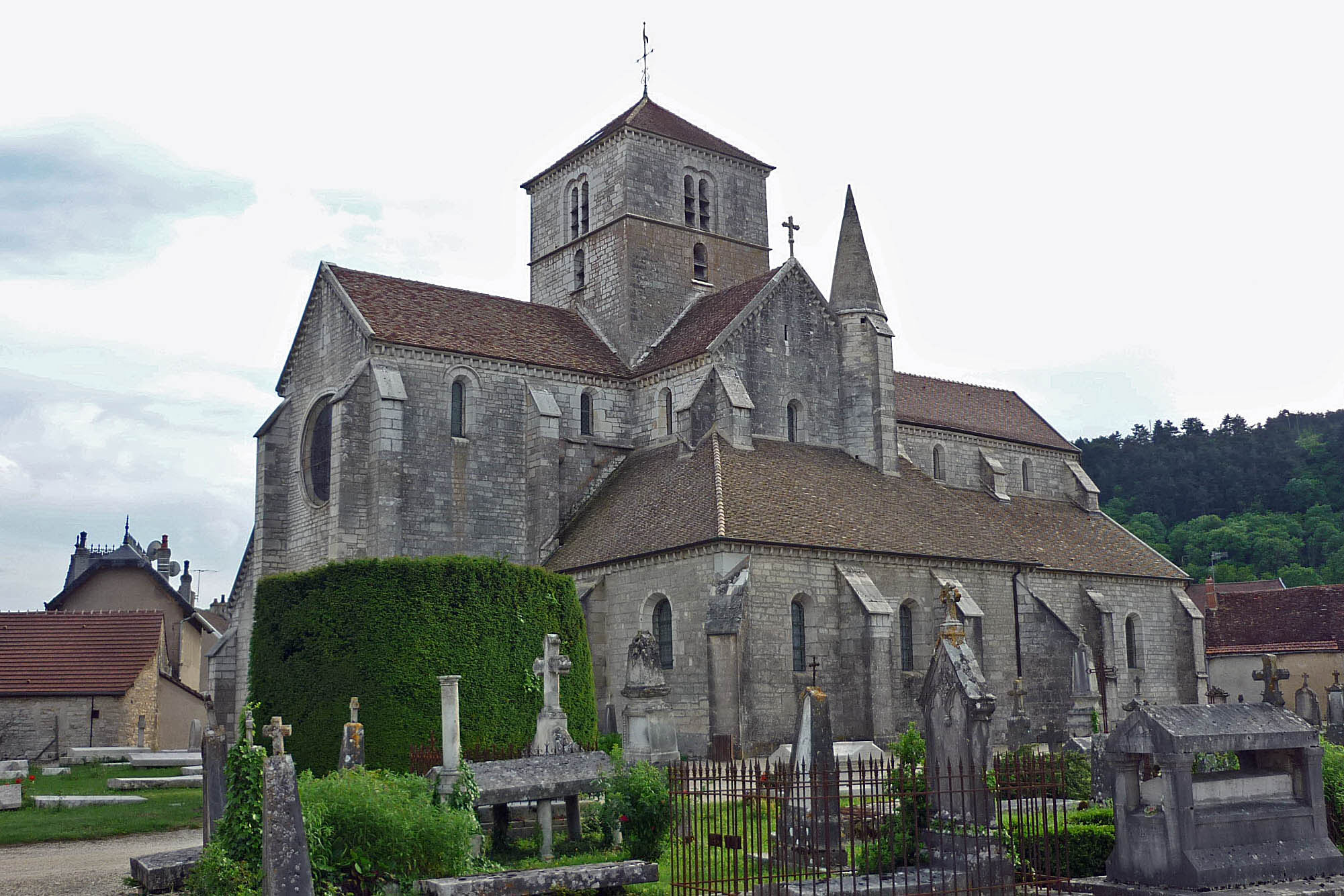
圣桑福里安教堂（法语：Église Saint-Symphorien de Nuits-Saint-Georges）
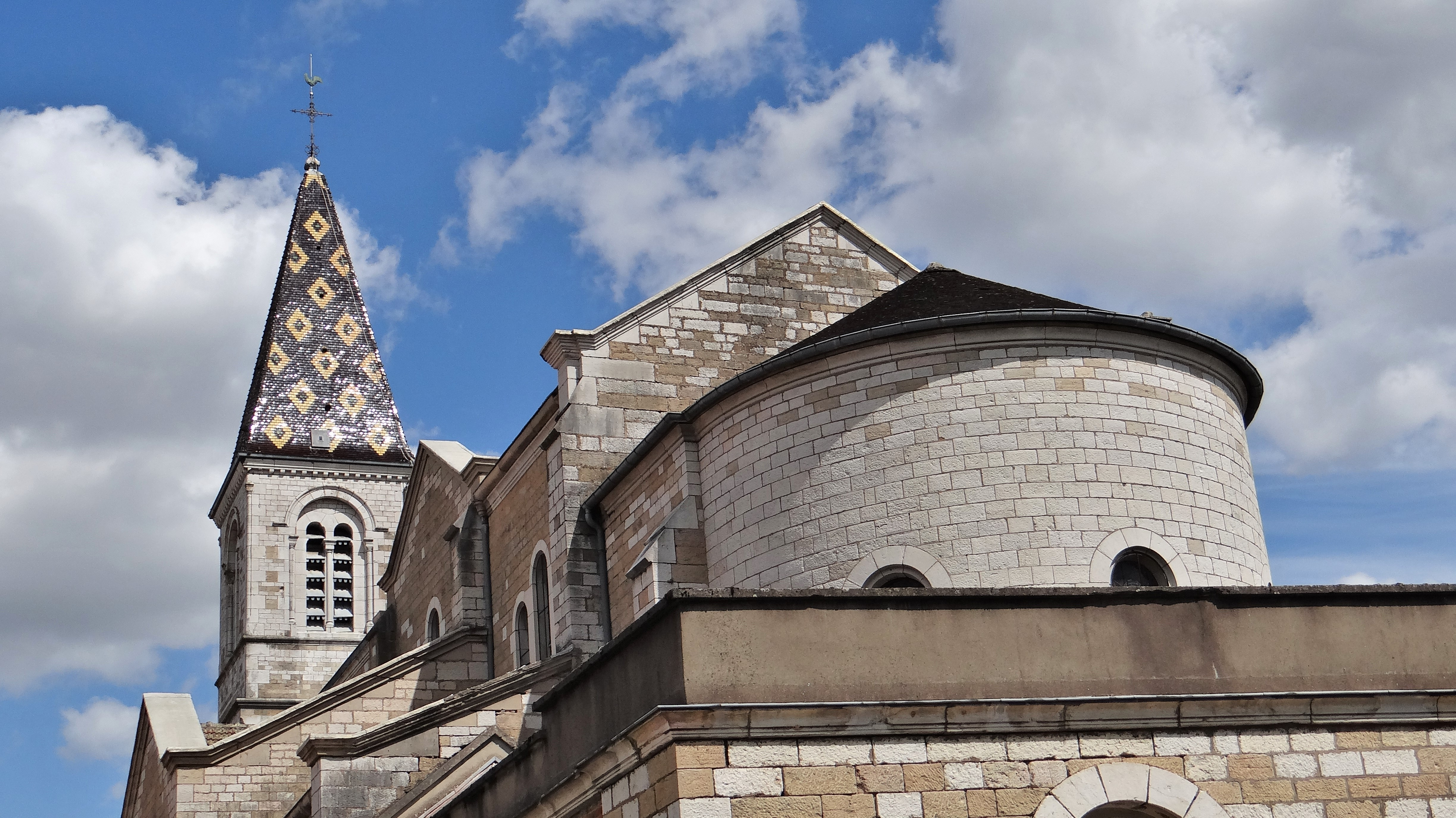
圣但尼教堂屋顶
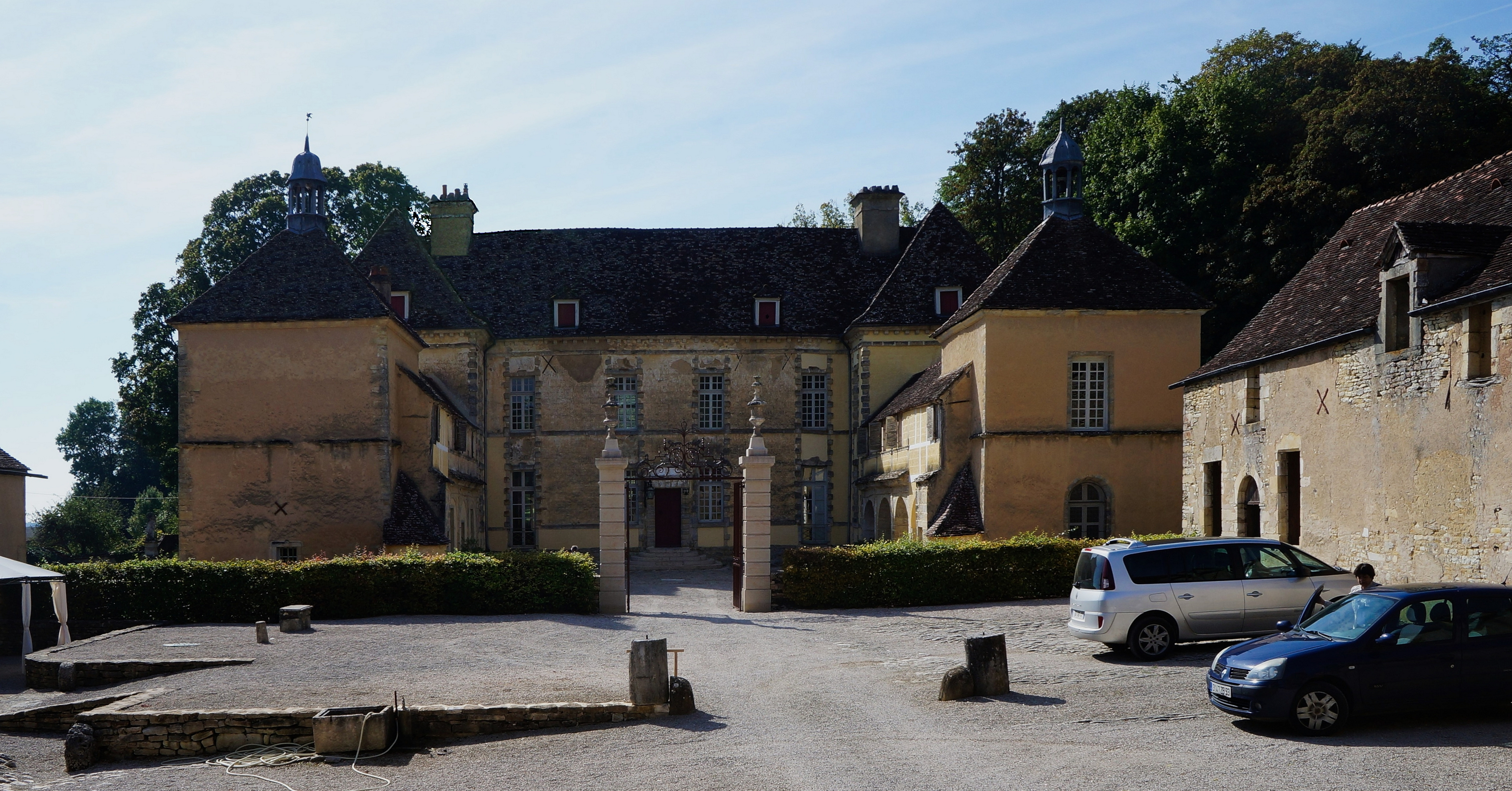
昂特尔德蒙城堡及庄园
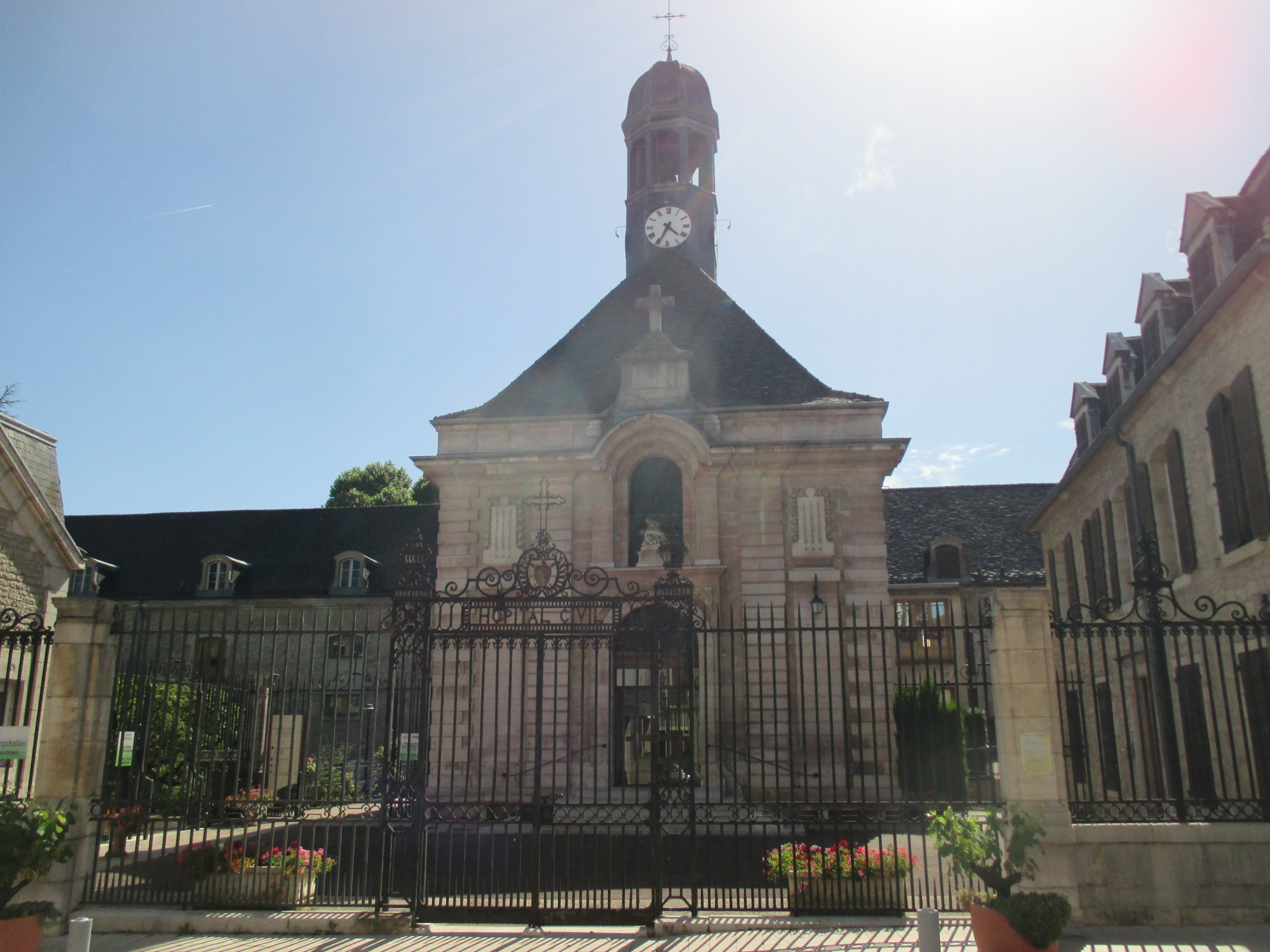
神学院
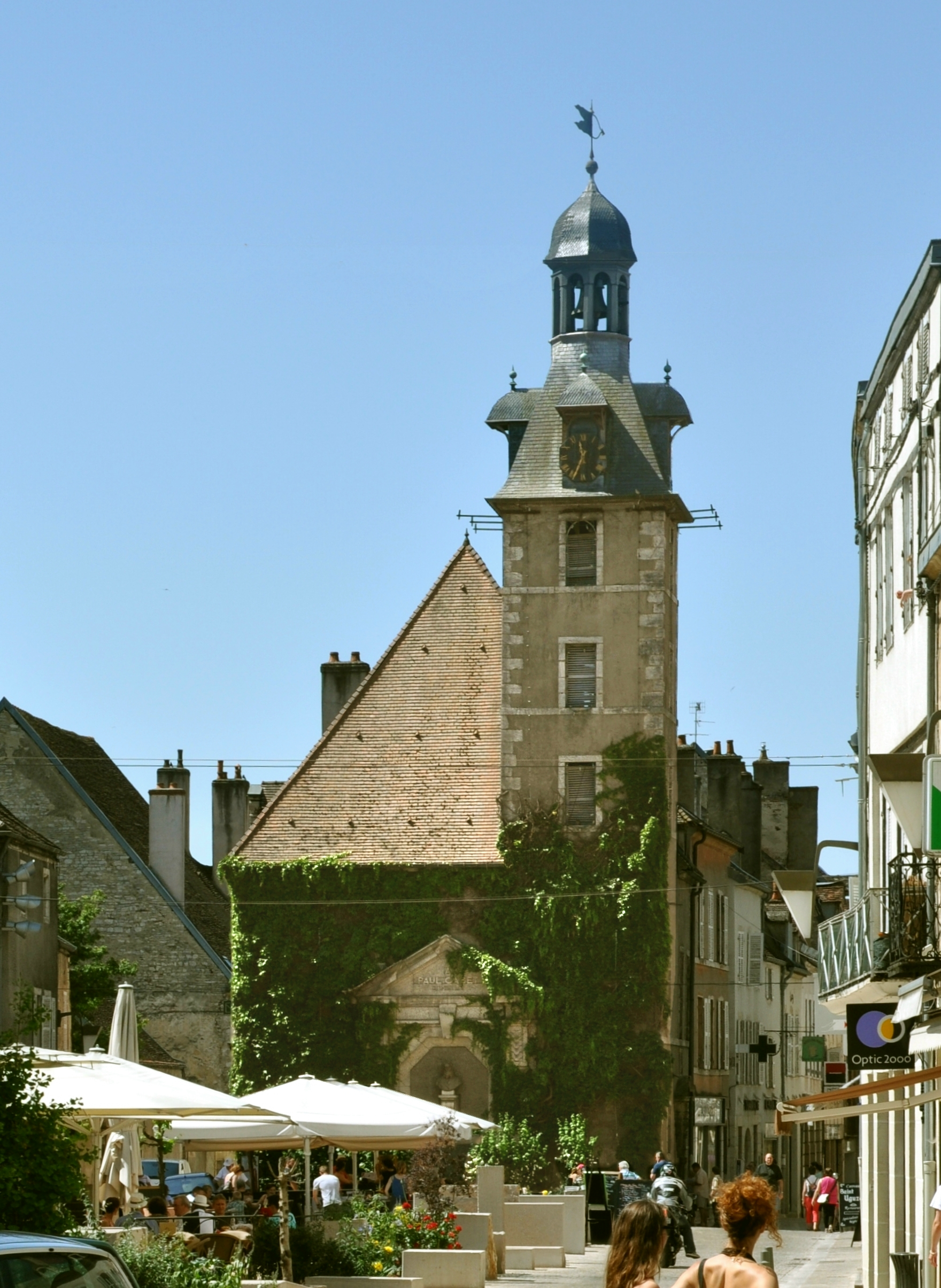
钟楼塔（法语：Beffroi de Nuits-Saint-Georges）
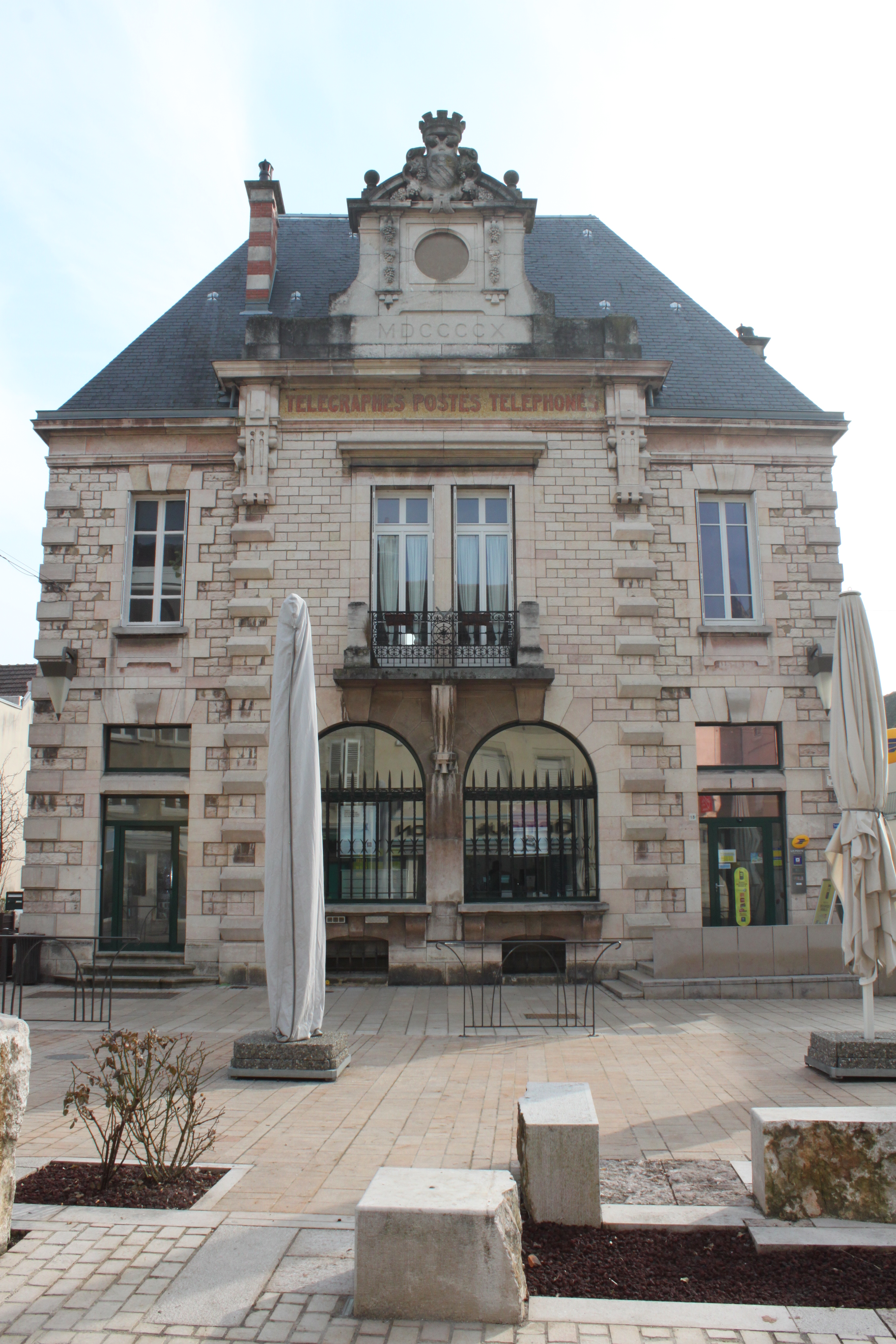
邮局大楼
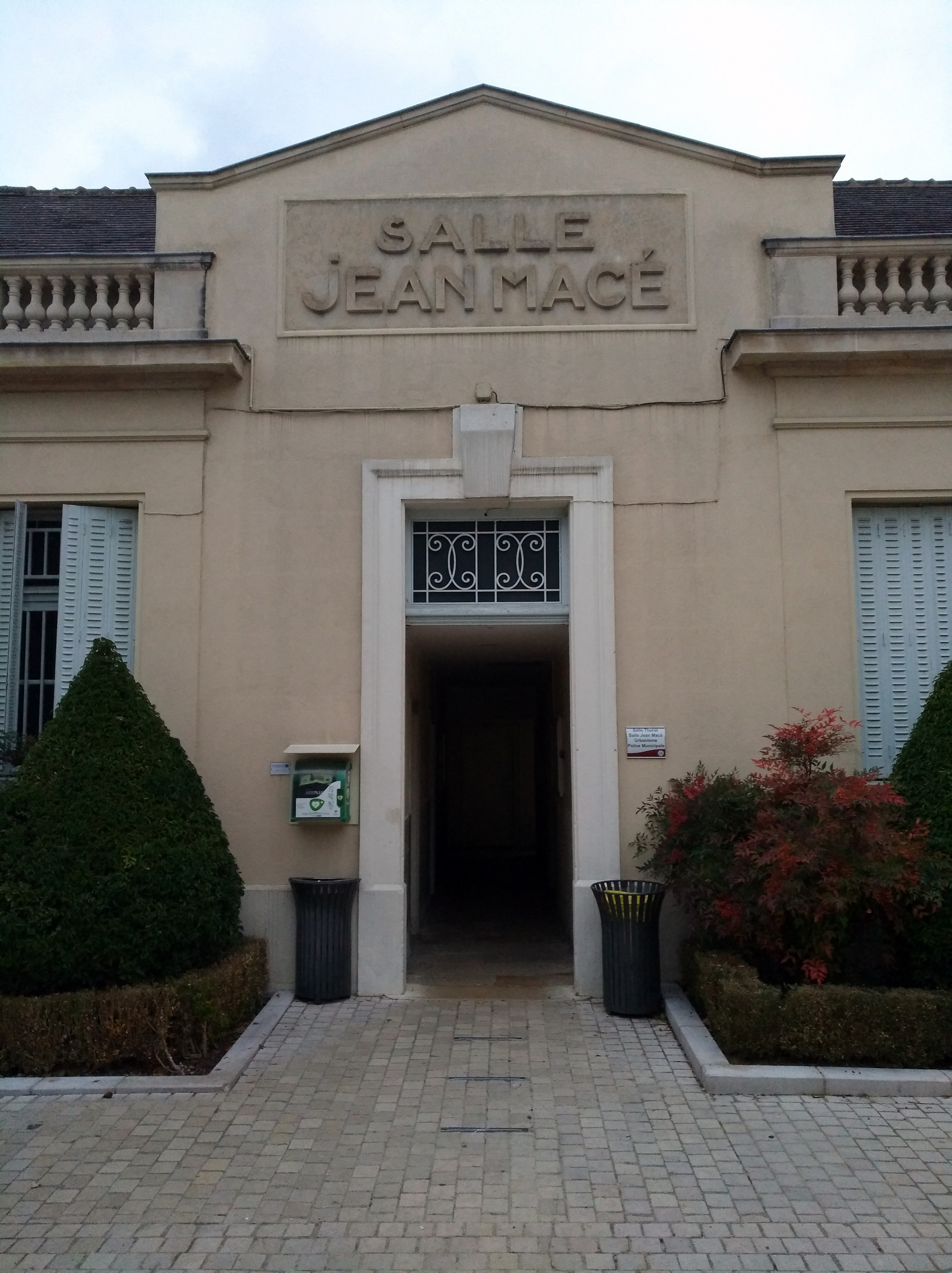
让·马塞大堂

### 旅游
尼伊圣乔治的旅游事务由其所属的热夫雷尚贝坦和尼伊圣乔治市镇公共社区负责。2023年，尼伊圣乔治境内共有6家酒店共计229间房间。

### 媒体
法国主要的媒体均可在尼伊圣乔治接收，法国电视三台下属的勃艮第-弗朗什-孔泰大区频道在部分时段播出尼伊圣乔治所在科多尔省的地方新闻。《公共财产报》、蓝色法兰西勃艮第广播等是当地主要的地方性媒体。

## 友好城市
截至2023年11月，尼伊圣乔治共与五座城市建立了友好城市关系：
- 德国 莱茵河畔宾根
- 英格兰 希欽
- 土耳其 阿瓦诺斯
- 比利时 桑布勒维尔 塔米讷（法语：Tamines）片区
- 日本 笛吹市